# تخت بسطام عليا (مقاطعة تشرداول)
تخت بسطام عليا (بالفارسية: تخت بسطام علیا) هي قرية تقع في قسم بيجنوند الريفي (مقاطعة تشرداول) في إيران. يقدر عدد سكانها بـ 21 نسمة بحسب إحصاء 2016.